# Place de la Bastille

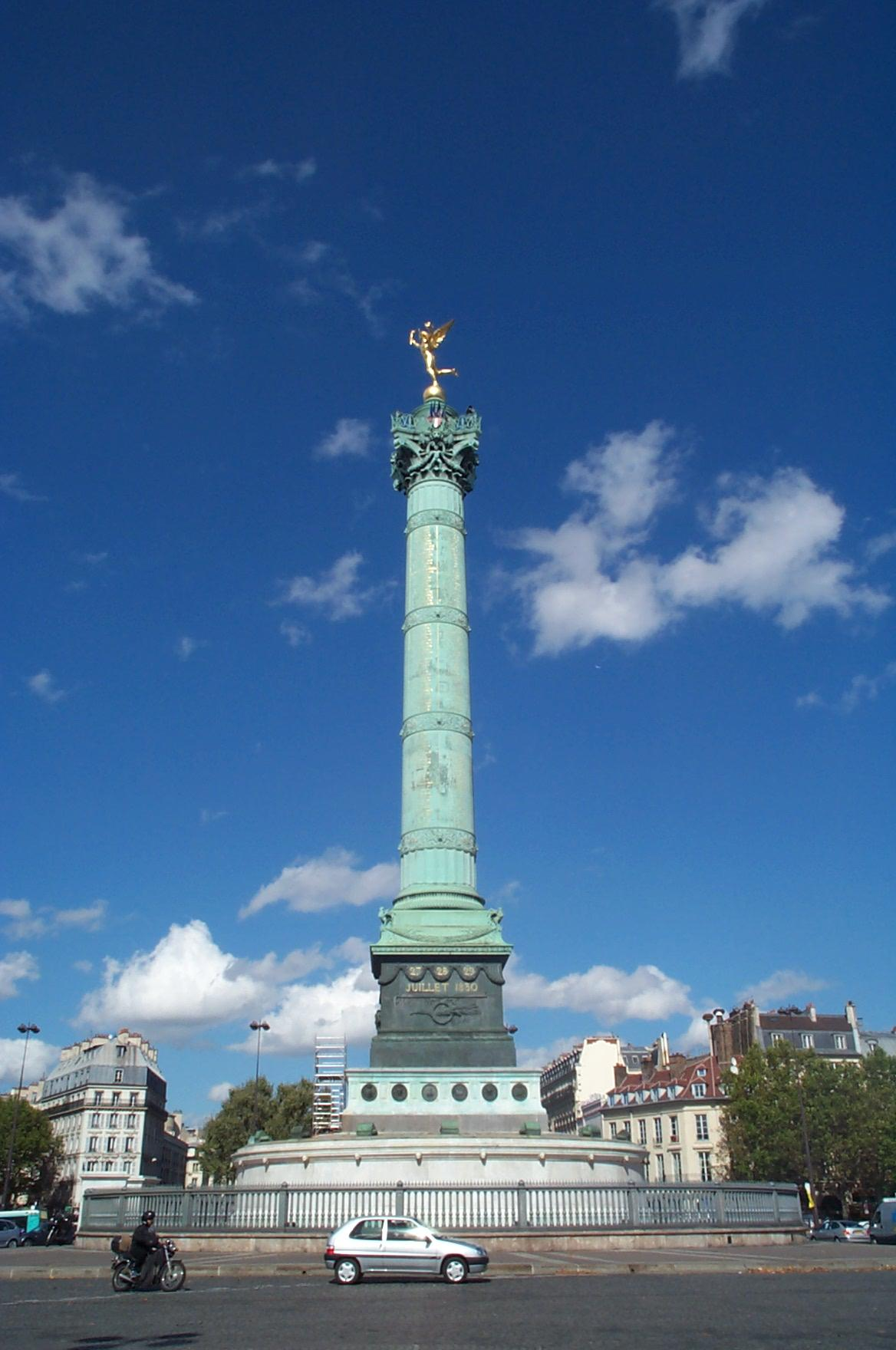
Colonne de Juillet.

Place de la Bastille är en öppen plats i Paris, mellan 4:e, 11:e och 12:e arrondissement. Den är anlagd där fästningen Bastiljen en gång låg.
Mitt på platsen står Colonne de Juillet, rest till minne av julirevolutionen 1830, då Karl X avsattes och ersattes av borgarkungen Ludvig Filip. Till tvåhundraårsjubileet för franska revolutionen 1989 öppnade den nya Parisoperan – Opéra Bastille – som i dag dominerar platsen. Stormningen av Bastiljen är själva symbolen för fransmännens frihetssträvanden och den franska republiken. Fortfarande används platsen till stora politiska demonstrationer.